# Nutrition saprotrophe

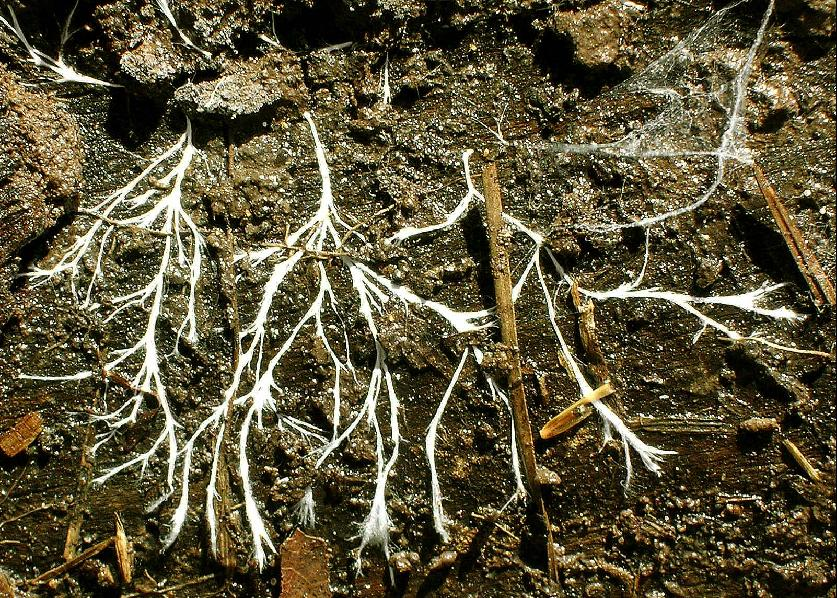
Rhizomorphe constitué d'une collection d'hyphes; élément essentiel du processus de nutrition saprotrophique, il est utilisé pour l' apport de matière organique à travers sa paroi cellulaire. Le réseau d'hyphes est appelé mycélium, élément fondamental de la nutrition fongique.

La saprotrophie ou nutrition saprotrophe  ou nutrition lysotrophique est un processus de digestion extracellulaire (en) chimio-hétérotrophique impliqué dans le traitement de la matière organique décomposée (morte ou résiduelle). Il survient chez les saprotrophes et est le plus souvent associé à des champignons (par exemple Mucor) et des bactéries du sol. Les champignons saprotrophes microscopiques sont parfois appelés saprobes ; les plantes saprotrophes ou la flore bactérienne sont appelées saprophytes (sapro- + -phyte, «matériel pourri» + «plante»), bien que l'on pense maintenant que toutes les plantes que l'on croyait auparavant saprotrophes, sont en fait des parasites de champignons microscopiques ou d'autres plantes. Le processus est le plus souvent facilité par le transport actif de ces matériaux par endocytose dans le mycélium interne et ses hyphes constitutifs.
Diverses racines de mots relatives à la matière en décomposition (détritus, sapro-), à l'alimentation et à la nutrition (-vore, -phage) et aux plantes ou formes de vie (-phyte, -obe) produisent divers termes, tels que détritivore, détritophage, saprotrophe, saprophyte, saprophage et saprobe; leurs significations se chevauchent, bien que les distinctions techniques (basées sur des mécanismes physiologiques) rétrécissent les sens. Par exemple, des distinctions d'usage peuvent être faites sur la base de la déglutition macroscopique de détritus (comme le fait un ver de terre), par rapport à la lyse microscopique de substances organiques (comme le fait un champignon).
Un saprophyte facultatif apparaît sur les plantes stressées ou mourantes et peut se combiner avec les agents pathogènes vivants[réf. nécessaire].

## Processus
Au fur et à mesure que la matière se décompose dans un milieu dans lequel réside un saprotrophe, le saprotrope décompose cette matière en ses composites.
- Les protéines sont décomposées en leurs composites d'acides aminés par la rupture des liaisons peptidiques par des protéases.
- Les lipides sont décomposés en acides gras et en glycérol par les lipases.
- L'amidon est décomposé en morceaux de disaccharides simples par les amylases.
- La cellulose, une partie importante des cellules végétales, et donc un constituant majeur de la matière en décomposition est décomposée en glucose.

Ces produits sont réabsorbés dans l'hyphe à travers la paroi cellulaire par endocytose et transmis dans tout le complexe du mycélium. Cela facilite le passage de tels matériaux dans tout l'organisme et permet la croissance et, si nécessaire, la réparation.

### Conditions
Pour qu'un organisme saprotrophique facilite une croissance et une réparation optimales, des conditions et des nutriments favorables doivent être présents. Les conditions optimales font référence à plusieurs conditions qui optimisent la croissance d'organismes saprotrophes, tels que:
1. Présence d'eau: 80 à 90 % de la masse des champignons est composée d'eau et les champignons ont besoin d'un excès d'eau pour être absorbés en raison de l'évaporation de l'eau retenue à l'intérieur.
2. Présence d'oxygène: très peu d'organismes saprotrophes peuvent supporter des conditions anaérobies comme en témoigne leur croissance au-dessus de milieux tels que l'eau ou le sol.
3. pH neutre-acide: Les conditions de conditions neutres ou légèrement acides sous pH 7 sont nécessaires.
4. Température basse-moyenne: La majorité des organismes saprotrophes nécessitent des températures comprises entre 1 °C et 35 °C, avec une croissance optimale à 25 °C.

La majorité des nutriments absorbés par ces organismes doivent pouvoir fournir du carbone, des protéines, des vitamines et, dans certains cas, des ions. En raison de la composition en carbone de la majorité des organismes, les matières mortes et organiques fournissent de riches sources de disaccharides et de polysaccharides tels que le maltose et l'amidon, et du monosaccharide le glucose.
En termes de sources riches en azote, les saprotrophes ont besoin de protéines combinées pour la création de protéines, ce qui est facilité par l'absorption d'acides aminés et généralement prélevés dans un sol riche. Bien que les ions et les vitamines soient rares, la thiamine ou des ions tels que le potassium, le phosphore et le magnésium aident à la croissance du mycélium.